# Leonid Sxerbakov
Leonid Sxerbakov   (Olebino, 7 d'abril de 1927 - Moscou, 19 de maig de 2004) és un atleta rus, especialista en triple salt, que va competir sota bandera soviètica durant les dècades de 1940 i 1950.
El 1952 va prendre part en els Jocs Olímpics de Hèlsinki, on guanyà la medalla de plata en la prova del triple salt del programa d'atletisme. Quatre anys més tard, als Jocs de Melbourne, fou sisè en la mateixa prova.
En el seu palmarès també destaquen dues medalles d'or en la prova de triple salt al Campionat d'Europa d'atletisme, el 1950 i 1954, així com vuit campionats nacionals de triple salt consecutius entre 1949 i 1956. Durant la seva carrera esportiva millorà en cinc ocasions el rècord europeu i una vegada el mundial, el 1953 amb un salt de 16,23 metres. El 1987 fou nomenat per l'IAAF com un dels 10 millors triplistes de tots els temps.
Un cop retirat exercí d'entrenador en diferents països.

## Millors marques
- Triple salt. 16,46 metres (1956)[5][6]